# Tipula speiseriana
Tipula speiseriana är en tvåvingeart som beskrevs av Alexander 1930. Tipula speiseriana ingår i släktet Tipula och familjen storharkrankar. Inga underarter finns listade i Catalogue of Life.